# Pentti Glan
Pentti "Whitey" Glan (Finlandia, 8 de julio de 1946-Ontario, Canadá, 7 de noviembre de 2017) fue un baterista finlandés, popular por su trabajo con Alice Cooper y Lou Reed.
También participó en la grabación de álbumes de bandas y artistas como Mandala, John Kay, Domenic Troiano, Bette Midler y Bush. Falleció a los 71 años.

## Discografía parcial
- 1968 - Mandala - Soul Crusade
- 1970 - Bush - Bush
- 1972 - John Kay - Forgotten Songs and Unsung Heroes
- 1972 - Domenic Troiano - Domenic Troiano
- 1973 - John Kay - My Sportin' Life
- 1974 - Lou Reed - Rock 'n' Roll Animal
- 1974 - Lou Reed - Sally Can't Dance
- 1974 - Anne Murray - Highly Prized Possession
- 1975 - Lou Reed - Lou Reed Live
- 1975 - Alice Cooper - Welcome to My Nightmare
- 1976 - Klaatu - 3:47 EST
- 1977 - Alice Cooper - The Alice Cooper Show
- 1977 - American Flyer - Spirit Of A Woman
- 1979 - Bette Midler - The Rose
- 1981 - Stella McNicol - Qué Nota!
- 1984 - David Wilcox - Bad Reputation
- 2007 - Downchild Blues Band - Come On In
- 2008 - Rex Mann - Northbound